# Мехия, Луис
Луис Рикардо Мехия Кахар (исп. Luis Ricardo Mejía Cajar; род. 16 марта 1991[…], Панама) — панамский футболист, вратарь клуба «Насьональ» (Монтевидео) и сборной Панамы.

## Клубная карьера
Мехия начал карьеру в клубе «Тауро». В 2006 году он дебютировал за основной состав в чемпионате Панамы. В 2007 году Луис перешёл в уругвайский «Феникс». Первые три сезона он выступал за дублирующую команду. 21 августа 2010 года в матче против «Такуарембо» Мехия дебютировал в уругвайской Примере. В 2011 году он на правах аренды перешёл во французскую «Тулузу», но был вторым вратарём и так и не смог дебютировать за команду.
В середине 2015 года Мехия перешёл в «Насьональ». 28 февраля в матче против «Пласа Колония» он дебютировал за новый клуб. В том же году Луис помог команде выиграть чемпионат. Однако до 2018 года Мехия очень редко появлялся на поле. В 2019 году стал основным вратарём «Насьоналя», и в этом статусе вновь помог своей команде стать чемпионом Уругвая.
В 2021 году Луис вернулся на сезон в «Феникс». В начале 2022 года Мехия подписал контракт с чилийским «Унион Эспаньола». 14 февраля в матче против «Универсидад Католика» он дебютировал в чилийской Примере. Летом 2023 года Лучи вернулся в Уругвай, подписав контракт со столичным «Расингом». 20 августа в матче против «Бостон Ривер» он дебютировал за новую команду. В 2024 году Мехия вернулся в «Насьональ».

## Международная карьера
В 2007 году в составе молодёжной сборной Панамы Мехия принял участие в молодёжном чемпионате мира в Канаде. На турнире он сыграл в матчах против команд Южной Кореи, Аргентины и Чехии.
В 2011 году Мехия во второй раз принял участие в молодёжном чемпионате мира в Колумбии. На турнире он сыграл в матчах против сборных Австрии, Египта и Бразилии. 
7 июня 2009 года в товарищеском матче против сборной Ямайки Луис дебютировал за сборную Панамы.
В 2011 году Мехия в попал в заявку на участие в Золотом кубке КОНКАКАФ. На турнире он принял участие в поединке против команды Канады.
В 2013 году Луис помог сборной выйти в финал Золотого кубка КОНКАКАФ. На турнире он сыграл в матче против сборной Канады.
В 2015 году Луис стал бронзовым призёром Золотого кубка КОНКАКАФ. На турнире он сыграл в матче против хозяев сборной США.
В 2019 году Мехия в четвертый раз был включён в состав сборной на Золотой кубок КОНКАКАФ. На турнире он сыграл в матчах против сборных Тринидада и Тобаго, Гайаны и Ямайки. 
В 2021 году Мехия в пятый раз принял участие в Золотой кубок КОНКАКАФ. На турнире он сыграл в матчах против команд Катара и Гондураса. 
В 2023 году Мехия в шестой раз стал участником Золотого кубок КОНКАКАФ. На турнире он был запасным и на поле не вышел.
В 2024 году Мехия попал в заявку на участие в Кубке Америки. На турнире он был запасным и на поле не вышел.

## Достижения
Клубные
 «Насьональ» (Монтевидео)
- Победитель уругвайской Примеры (3) — 2016, 2019, 2020
- Обладатель Суперкубка Уругвая — 2019

Международные
 Панама
- Финалист Золотого кубка КОНКАКАФ — 2013